# Tortola Facula
La Tortola Facula è una struttura geologica della superficie di Titano.